# Línea 12 (Salamanca de Transportes)
La línea 12 de la red de Autobuses urbanos de Salamanca une el Barrio Blanco con el Polígono Industrial El Montalvo II.

## Características
La línea 12 enlaza el Barrio Blanco de Salamanca con el polígono industrial "El Montalvo II" en aproximadamente 45 minutos. Los sábados por la tarde y domingos y festivos, la línea deja de prestar servicio al polígono industrial y establece su cabecera en el barrio de San José.
Esta línea comenzó a prestar servicio en el año 2003 con el recorrido Barrio Blanco - San José con un recorrido parecido al actual que en el año 2006 se vio ampliado al polígono industrial El Montalvo II. Las únicas modificaciones significativas desde entonces en su servicio han sido, en 2013, cuando se decidió dejar de prestar servicio al polígono los sábados por la tarde y domingos y en el año 2016 cuando se decidió su ampliación hasta La Aldehuela para suplir el servicio que venía prestando la línea 8 anteriormente. Sin embargo, está previsto que este último cambio se revierta en un futuro próximo y que la línea recupere su recorrido por el paseo del Rollo mientras que la línea 8 vuelva a La Aldehuela.
La línea 12 es la línea regular diurna más larga de la red y además la única que circula en la actualidad por un término municipal distinto al de Salamanca (en este caso por el de Carbajosa de la Sagrada), si bien la concesión no permite por el momento establecer ninguna parada en otros términos municipales, por lo que existe un tramo de 1600 metros sin paradas.
Al igual que el resto de las líneas urbanas de la ciudad de Salamanca, está operada por Salamanca de Transportes, perteneciente a Grupo Ruiz.

### Frecuencias
| Lunes a viernes laborables |                |
| de 7:20 a 22:40            | cada 20-30 min |
| Sábados laborables         |                |
| de 8:20 a 14:20            | cada 20-30 min |
| Sentido San José           |                |
| Sábados laborables         |                |
| de 14:40 a 22:40           | cada 20-30 min |
| Domingos y festivos        |                |
| de 9:45 a 22:30            | cada 30 min    |

| Salidas desde Pol. Ind. El Montalvo II |                |
| Lunes a viernes laborables             |                |
| de 7:10 a 22:40                        | cada 20-30 min |
| Sábados laborables                     |                |
| de 8:10 a 14:50                        | cada 20-30 min |
| Salidas desde San José                 |                |
| Sábados laborables                     |                |
| de 15:20 a 22:40                       | cada 20-30 min |
| Domingos y festivos                    |                |
| de 9:45 a 22:30                        | cada 30 min    |

NOTA: Las últimas expediciones de todos los días finalizan en la parada de la calle Pontevedra (Parque Picasso).

## Recorrido y paradas

### Sentido San José - Montalvo II
NOTAS: Las expediciones desde las 14:40 del sábado y los domingos a excepción de la última (con destino SAN JOSÉ) finalizan en la parada señalada en color aguamarina.

La última expedición finaliza en la parada señalada en amarillo.
| Código | Parada                                       | Común con | Otros                                 |
| ------ | -------------------------------------------- | --------- | ------------------------------------- |
| 237    | Calle Los Marineros, s/n                     |           |                                       |
| 238    | Calle Don Quijote, 78                        |           |                                       |
| 239    | Calle Bachiller Sansón Carrasco, s/n         |           |                                       |
| 240    | Calle Astorga, s/n                           |           |                                       |
| 241    | Calle La Bañeza, frente 36                   |           |                                       |
| 242    | Glorieta de la Ruta de la Plaza, s/n         |           |                                       |
| 131    | Paseo del Doctor Torres Villarroel, 63       | 5 7       |                                       |
| 132    | Paseo del Doctor Torres Villarroel, 37       | 5 7       | Transporte Metropolitano de Salamanca |
| 151    | Avenida de Portugal, 105                     |           |                                       |
| 152    | Avenida de Portugal, 65                      |           |                                       |
| 153    | Avenida de Portugal, 11                      |           |                                       |
| 243    | Calle Pontevedra, frente 22                  |           |                                       |
| 172    | Calle Lugo, s/n                              | 7         |                                       |
| 161    | Camino Estrecho de La Aldehuela, s/n         |           |                                       |
| 212    | Avenida de la Aldehuela de los Guzmanes, s/n |           |                                       |
| 229    | Camino de las Aguas, 75                      | 8         |                                       |
| 265    | Camino de las Aguas, s/n                     | 8         |                                       |
| 183    | Camino de las Aguas, frente 12               | 8         |                                       |
| 124    | Paseo de San Antonio, 21                     | 4 8       |                                       |
| 154    | Paseo de Canalejas, 90                       | 13        |                                       |
| 155    | Paseo de Canalejas, 152                      | 13        |                                       |
| 244    | Paseo de Canalejas, 194                      | 13        |                                       |
| 6      | Avenida de los Reyes de España, 32           | 1 3 9     | Transporte Metropolitano de Salamanca |
| 144    | Avenida de Saavedra y Fajardo, 18            | 6 9 14    |                                       |
| 145    | Avenida de Carlos I, frente 29               | 6         |                                       |
| 146    | Avenida de Carlos I, frente 105              | 6         |                                       |
| 331    | Calle Maestro Jiménez, s/n                   | 13        |                                       |
| 147    | Calle Joaquín Rodrigo, 48                    | 6         | Transporte Metropolitano de Salamanca |
| 208    | Calle Joaquín Rodrigo, s/n                   | 3 6       |                                       |
| 78     | Calle Maestro Serrano, s/n                   | 3 6       |                                       |
| 285    | Carretera de Carbajosa, s/n                  |           |                                       |
| 286    | Calle Hoyamoros, 55                          |           |                                       |
| 287    | Calle Hoyamoros, s/n                         |           |                                       |
| 288    | Calle Tierra de Campos, s/n                  |           |                                       |
| 303    | Calle Lagunas de Villafáfila, s/n            |           |                                       |
| 280    | Calle Pinar de Valsaín, s/n                  |           |                                       |

### Sentido Barrio Blanco
NOTAS: Las expediciones desde las 15:20 del sábado y los domingos parten desde la parada señalada en color aguamarina. 
 La última expedición finaliza todos los días en la parada señalada en amarillo.
| Código | Parada                                       | Común con | Otros                                 |
| ------ | -------------------------------------------- | --------- | ------------------------------------- |
| 280    | Calle Pinar de Valsaín, s/n                  |           |                                       |
| 302    | Calle Lagunas de Villafáfila, s/n            |           |                                       |
| 281    | Calle Tierra de Campos, s/n                  |           |                                       |
| 282    | Calle Hoyamoros, s/n                         |           |                                       |
| 283    | Calle Hoyamoros, frente 55                   |           |                                       |
| 284    | Carretera de Carbajosa, s/n                  |           |                                       |
| 87     | Calle Maestro Serrano, s/n                   | 3 6       |                                       |
| 88     | Calle Joaquín Rodrigo, 49                    | 3         | Transporte Metropolitano de Salamanca |
| 332    | Calle Maestro Jiménez, 10                    | 13        |                                       |
| 83     | Avenida de Carlos I, 105                     | 6         |                                       |
| 148    | Avenida de Carlos I, 29                      | 6         |                                       |
| 149    | Avenida de Saavedra y Fajardo, 27            | 6         |                                       |
| 26     | Avenida de los Reyes de España, 23           | 1 3 9     | Transporte Metropolitano de Salamanca |
| 157    | Paseo de Canalejas, 159                      | 13        |                                       |
| 156    | Paseo de Canalejas, 117                      | 13        |                                       |
| 245    | Paseo de Canalejas, 67                       | 13        |                                       |
| 104    | Paseo de San Antonio, 40                     | 4 8       |                                       |
| 185    | Camino de las Aguas, frente 12               | 8         |                                       |
| 211    | Camino de las Aguas, 44                      | 8         |                                       |
| 163    | Camino de las Aguas, frente 67               |           |                                       |
| 212    | Avenida de la Aldehuela de los Guzmanes, s/n |           |                                       |
| 162    | Calle Ponferrada, 55                         | 7         |                                       |
| 306    | Calle Ponferrada, s/n                        | 7         |                                       |
| 120    | Paseo del Rollo, 99                          | 4 7       |                                       |
| 246    | Calle Pontevedra, 22                         |           |                                       |
| 158    | Avenida de Portugal, 12                      |           |                                       |
| 159    | Avenida de Portugal, 60                      |           |                                       |
| 160    | Avenida de Portugal, 112                     |           |                                       |
| 140    | Paseo del Doctor Torres Villarroel, 42       | 5 7       | Transporte Metropolitano de Salamanca |
| 141    | Paseo del Doctor Torres Villarroel, 72       | 5 7       |                                       |
| 130    | Glorieta de la Ruta de la Plata, s/n         |           | Transporte Metropolitano de Salamanca |
| 247    | Calle La Bañeza, 32                          |           |                                       |
| 248    | Calle Astorga, s/n                           |           |                                       |
| 249    | Calle Bachiller Sansón Carrasco, s/n         |           |                                       |
| 250    | Calle Don Quijote, frente 72                 |           |                                       |
| 237    | Calle Los Marineros, s/n                     |           |                                       |